# Iridana noellae
Iridana noellae is een vlinder uit de familie Lycaenidae. De wetenschappelijke naam van de soort is voor het eerst geldig gepubliceerd in 2014 door Thierry Bouyer.

## Type
- holotype: "male. X.2013"
- instituut: Collectie Thierry Bouyer. Chênée, België
- typelocatie: "R.D. Congo, Nord-Kivu, Maliva"